# Vinkelsliber
En vinkelsliber, også kendt som en Sidesliber, er et håndholdt kraft-værktøj som bruges til at skære, slibe eller polere med.
Vinkelslibere kan drives af en elektrisk motor, en benzinmotor eller af trykluft. Motoren driver et gearet hoved i en ret vinkel, på hvilken er monteret en slibe-skive, som kan udskiftes når den er slidt op. Vinkelslibere har typisk en beskyttelses-skærm og et side-håndtag, således at den kan bruges med to hænder. 

## Brug
Vinkelslibere kan bruges enten til at fjerne overflødigt materiale eller simpelthen at skære ting i stykker med. Der findes mange forskellige skive-typer til forskellige opgaver, f.eks skære- og slibeskiver til stål og jern, diamantskiver til skæring i beton og sten, slibekopper til beton, stålbørster til afrensning af rust og snavs, klovskiver til blødere pudsning og polering. Vinkelsliberen har store lejer, som kompenserer for de sidekræfter, som opstår når man skærer, i modsætning til et bor, hvor kraften er aksial. Vinkelslibere er udbredte indenfor metal-virksomheder og indenfor byggeriet, såvel som indenfor nødhjælp og redning. De er almindelige på værksteder, auto-værksteder og karroseri-værksteder.